# Ciudad Universitaria
Ciudad Universitaria (cité universitaire) est le campus principal de l'Université nationale autonome du Mexique (UNAM), située dans la municipalité de Coyoacán, dans la partie sud de Mexico (Mexique).

## Sport
Le stade olympique universitaire (Estadio Olímpico Universitario) a été construit en 1952 et a été utilisé pour accueillir les Jeux panaméricains de 1955 et les Jeux olympiques d'été de 1968. Il est situé sur la partie Campus Central de la cité, et ses gradins ont été construits avec des roches de lave excavées. Le stade contient des reliefs conçus par Diego Rivera.

## Galerie

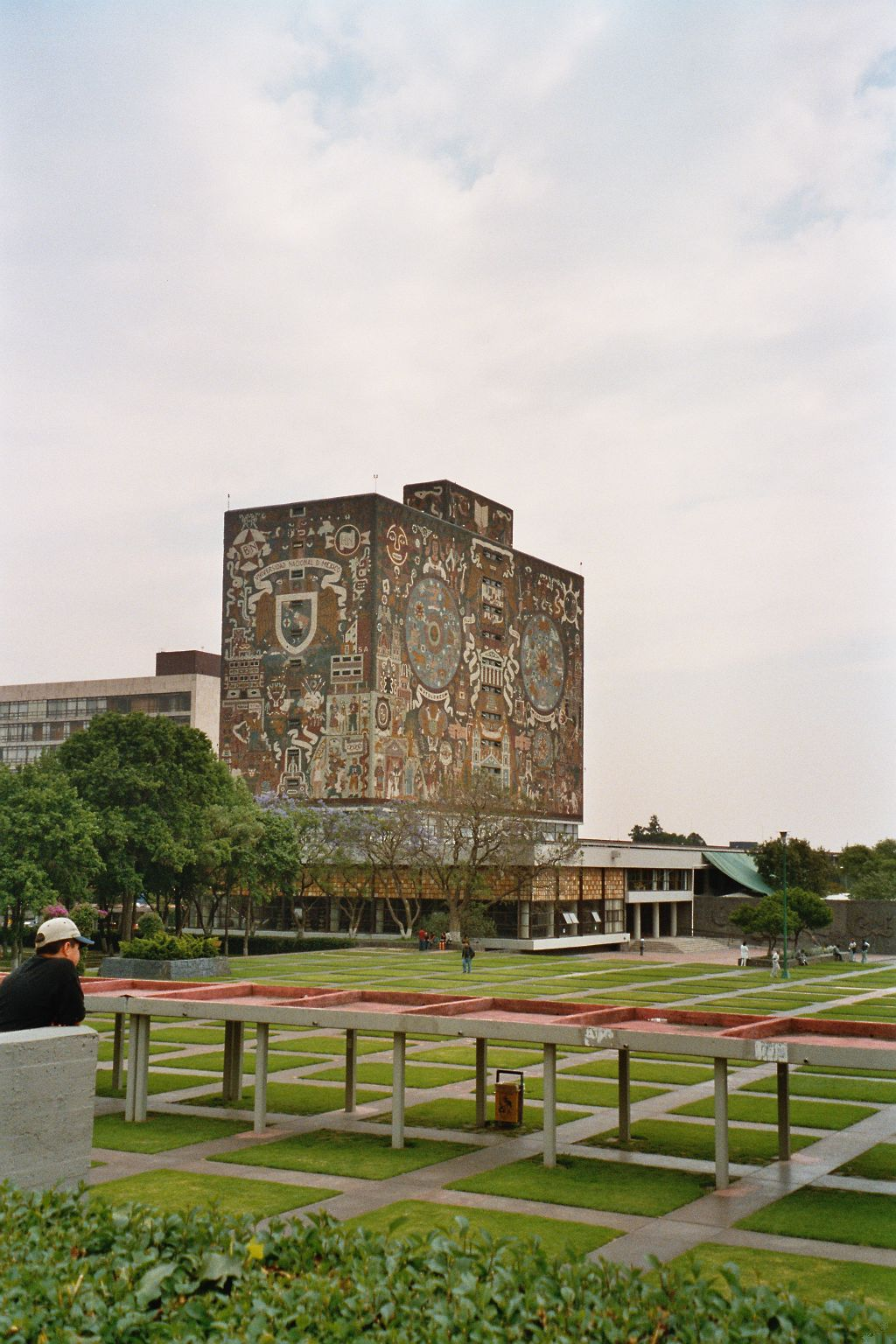
UNAM, la bibliothèque.